# Watrous (Saskatchewan)
Watrous es un pueblo canadiense situado en la provincia de Saskatchewan.

## Superficie
Watrous tiene una superficie de 11,29 km².

## Demografía
En 2021, tenía 1842 habitantes, una densidad poblacional de 163,1 hab./km², y 908 viviendas.